# Santiago Tequixquiac
Pour les articles homonymes, voir Santiago (homonymie).
Santiago Tequixquiac est une petite ville situé à nord de Mexico et son nom ancien en langue otomí est Nthehe, c'est une petite localité de l'État du Mexique et c'est la commune de Tequixquiac. Le pays est divisé en cinq barrios (quartiers) et une colonie ejidal qu'ils complètent l'urbanisation de cette communauté, ce sont les suivants:
- Barrio de San José (anciennement nommé Taxdho)
- Barrio de San Mateo (anciennement nommé Hueycalco)
- Barrio de San Miguel
- Barrio de Santiago ou Centro (anciennement nommé Tequixquiac)
- Barrio de Refugio (anciennement nommé Acatlán)
- Colonie Ejidal Adolfo López Mateos.

Panorama du Village

Dance folklorique au Santiago Tequixquiac

## Personnalités célèbres
- Fortino Hipólito Vera y Talonia premier évêque du diocèse de Cuernavaca.
- Jorge Sánchez García Luz y Fuerza en 1961.
- L'écrivain Manuel Rodríguez Villegas.